# 濂溪书院 (广州)
濂溪书院又名周家祠，位于中国广东省广州市越秀区北京街道流水井社区西湖路小马站19号，建于清代康熙年间，书院一直使用到民国年间。现存部分3米以下外墙（第三进后墙）与嵌于其上界石，屋顶及其余墙体已不存。是广州纪念宋代理学家周濂溪的唯一保留书院。现作民居使用。2015年8月19日公布为第八批广州市文物保护单位。
- 周濂溪祠墙界石碑
- 周濂溪祠后墙界石碑